# Baotita
La baotita es un raro mineral de la clase de los ciclosilicatos. Descubierto en 1959 en la localidad china de Pao-t'ou de la que toma su nombre (Baotou en ruso), en Mongolia Interior.

## Características químicas
Es un ciclosilicato formado por anillos simples de cuatro tetraedros de sílice. A veces en vez de wolframio lleva hierro.
Suele llevar numerosas impurezas de otros metales en la red cristalina de tetraedros de sílice, entre las que destacan: aluminio, hierro, cromo, magnesio, calcio, sodio o potasio.

## Formación y yacimientos
Puede encontrarse en filones de cuarzo cortando a cuarcitas cercanas a zonas donde hay sienitas y granitos alcalinos.

## Usos
En industrias farmacéuticas.